# Болгарская Коммунистическая Партия (антиревизионистская)
Болгарская коммунистическая партия (болг. Българска комунистическа партия) - антиревизионистская коммунистическая партия в Болгарии, основанная и зарегистрированная в 1990 году. 
БКП была основана 25 апреля 1990 года, как Партия Трудящихся, отделившись от Болгарской социалистической партии. 21 июня 1990 года приняла нынешнее название. Объявляет себя преемницей изначальной Болгарской Коммунистической Партии, основанной в 1919 году, до начала руководства со стороны Тодора Живкова. Партия тесно примыкает к маоистской традиции, осуждает XX Съезд КПСС и VII (с последующими) Съезд БКП, как ревизионистские, отрёкшиеся от дела марксизма-ленинизма.
Антиревизионистские коммунисты принимали участие в парламентских выборах 1991, 1994 и 1997 годов, набрав лучший результат в 1994 году с 1,5% голосов. В 2003 году объединенные списки с Коммунистической Партией Болгарии и получили 12 мест и пять постов мэра на местных выборах. Кандидатура генерального секретаря Владимира Спасова на президентских выборах 2006 года провалилась из-за недостаточного количества подписей в поддержку.
Болгарская Коммунистическая Партия сотрудничает с другими марксистско-ленинскими партиями антиревизионистской (сталинской, маоистской, ходжаистской) направленности. В 1995 году здесь был основан Новый Коммунистический интернационал. Сегодня она является участником Международной координации революционных партий и организаций.
Партия выпускает журнал под названием Коммунистическое дело (болг. Комунистическо дело).